# (591) Ирмгард
(591) Ирмгард (нем. Irmgard) — астероид главного пояса, который относится к спектральному классу X. Он был открыт 14 марта 1906 года немецким астрономом Августом Копффом в Обсерватории Хайдельберг-Кёнигштуль.
Значение названия астероида неизвестно. 